# D2高速公路 (捷克)
D2高速公路（捷克語：Dálnice D2）是捷克的一條高速公路，全長61公里。北起第二大城市布爾諾，南經蘭日霍特，進入斯洛伐克。
工程始於1974年，1978至1980年分階段通車，當時全長141公里。捷克斯洛伐克解體後，蘭日霍特以南的80公里路段歸斯洛伐克。